# Lipidi
Lipidi (grč. lípos: mast) organske su tvari različite kemijske građe, podrazumijevaju masti i ulja, voskove, fosfolipide i steroide. Zajedničko svojstvo im je netopljivost u vodi, i izuzetno dobra topljivost u organskim otapalima. Nastaju reakcijom masne kiseline i alkohola ili amina.
Možemo ih podijeliti prema porijeklu (biljni, životinjski), kemijskom sustavu (osapunjivi i neosapunjivi), složenosti strukture (jednostavni, konjugirani, derivati lipida...) i ulozi (strukturni, regulatorni, rezerva energije).
Tri glavne uloge lipida su: 
1. uskladištenje energije
2. izgradnja bioloških membrana
3. prijenos signala među stanicama

Najznačajniji lipidi u tijelu su fosfolipidi i kolesterol.